# Stenocercus nigromaculatus
Stenocercus nigromaculatus là một loài thằn lằn trong họ Tropiduridae. Loài này được Noble mô tả khoa học đầu tiên năm 1924.